# 日延
日延（にちえん、生没年不詳）は、平安時代中期の天台宗の僧。肥前国の出身。権律師仁観の弟子。
中国天台山から延暦寺に対し中国で散逸した天台教籍の書写送付の依頼があり、953年（天暦7年）その送使として呉越国へ渡った。呉越王銭俶から紫衣が贈られて司天台（天文台）で学ぶ特別な許可を与えられ、957年（天徳元年）日本に伝わっていない新暦法の符天暦と内典・外典約1000巻を携えて帰国した。村上天皇はその功を賞して僧綱宣旨を贈ろうとしたが、日延はそれを辞退して九州の大宰府に下り、康保年間（964年 - 968年）藤原師輔のために大浦寺を建立した。符天暦の請来は日本における宿曜道成立のもととなった。ただし、『二中歴』には、日延は宿曜師ではなく、人の骨相や生年月日から人の運命を占う禄命に通じた禄命師として扱われており、宿曜道よりも禄命の分野における活動が知られていたようである。